# 縱寬溝捲管螺
縱寬溝捲管螺（学名：Philbertia excellens）为竿螺總科之下的一个物种，屬捲管螺科粗切嘴螺屬。